# USS Boxer (CV-21)
USS Boxer (CV-21) — американский авианосец типа «Эссекс» времён Второй мировой войны.

## История
Авианосец вступил в строй 16 апреля 1945 года. После Второй мировой войны он стал одним из немногих кораблей своего класса, не выводившихся в резерв, вместо этого продолжил службу на Тихом океане.
10 марта 1948 года на «Боксере» были впервые осуществлены взлёт и посадка реактивного истребителя FJ-1 Fury. После начала войны в Корее «Боксер» доставил с калифорнийского побережья в Йокосуку 170 самолётов, 1012 пассажиров и 2000 т прочих грузов за 8 дней и 16 часов. Совершил четыре похода к побережью Кореи и принимал участие в боевых действиях.
- 24 августа — 11 ноября 1950,
- 2 марта — 24 октября 1951,
- 8 февраля −26 сентября 1952,
- 30 марта — 28 ноября 1953.

В декабре 1951 г. с палубы авианосца за борт упал один из самолётов. Взрывы бомб нанесли кораблю повреждения.
6 августа 1952 года при посадке произошла авария и пожар, погибли 7 человек и потеряны 12 самолётов. С 1 октября 1952 года переклассифицирован в атакующий авианосец, получил обозначение CVA-21, с 1 февраля 1956 года повторно переклассифицирован в противолодочный авианосец, индекс CVS-21. Третья переклассификация была произведена в 1958 году в связи с переоборудованием в десантный вертолётоносец, 30 января 1959 года кораблю присвоен индекс LPH-4. В 1962 году «Боксер» был модернизирован по программе FRAM. и переведён в Атлантический океан.
Во время войны во Вьетнаме «Боксер» через Атлантику, Суэц и Индийский океан доставил к месту боевых действий пехотную дивизию. Вернувшись в США через Тихий океан, корабль завершил кругосветное плавание. По окончании службы использовался для обеспечения посадки беспилотного космического аппарата. Был списан 1 декабря 1969 года и впоследствии продан на слом.